# Gustave Fallot
Gustave Fallot  (* 17. November 1807 in Montbéliard; † 6. Juli 1836 in Paris) war ein französischer Romanist und Mediävist.

## Leben und Werk
Fallot, der protestantischer Herkunft war,  bildete sich autodidaktisch in der Bibliothek von Gray. Charles Weiss (1779–1886), der Bibliothekar von Besançon, vermittelte ihn nach Paris, wo er 1834 das Abschlussdiplom der École des Chartes erwarb und zum Unterbibliothekar am Institut de France ernannt wurde. Bei seinem frühen Tod hinterließ er das von seinem Freund Paul Ackermann herausgegebene Manuskript von:
- Recherches sur les formes grammaticales de la langue française et de ses dialectes au XIIIe siècle, Paris 1839, 588 Seiten, mit Nachrufen durch Paul Ackermann und Benjamin Guérard (1797–1854).

In der Geschichte der Grammatikographie des Altfranzösischen nimmt das Buch einen wichtigen Platz zwischen den Grammatiken von Konrad von Orelli (1830) und Georges-Frédéric Burguy (1853) ein.